# ローヤル電機
ローヤル電機株式会社（ローヤルでんき）は、東京都港区に本社を置く浴室用照明器具・送風機（軸流ファン・クロスファン）を製造する業界大手。近年では24時間換気システムにも力を入れている。小田原エンジニアリングの連結子会社であり、子会社5社・関連会社1社でローヤル電機グループを構成している。

## 沿革
- 1952年（昭和27年）10月 - ローヤル電機製作所として創業。浴室照明器具の製造・販売を開始。
- 1955年（昭和30年）5月 - 株式会社組織に改めローヤル電機株式会社設立。資本金100万円。
- 1986年（昭和61年）4月 - 株式を店頭公開（現在のJASDAQ）。
- 2012年（平成24年）10月 - 小野グループを離脱。ただしこの時点では、小野ホールディングスが依然同社株式の70%弱を保有する筆頭株主だった。
- 2013年（平成25年）
  - 8月 - 小田原エンジニアリングが当社に対する株式公開買付け（TOB）を実施することを発表。小野グループもこれに賛同した[2]。
  - 9月17日 - 小田原エンジニアリンググループに参画。
  - 9月 - 本社を東京都港区に移転[3]。
- 2015年（平成27年）1月 - 札幌営業所開設。
- 2016年（平成28年）
  - 5月 - 上場廃止。
  - 6月 - 株式交換により小田原エンジニアリングの完全子会社となる[4]。

## 事業所
- 本社 - 東京都港区
- 熊谷工場 - 埼玉県深谷市・春日丘工業団地内
- 大阪支店
- 名古屋営業所
- 札幌営業所

## 子会社
- 株式会社多賀製作所 - 神奈川県足柄上郡松田町
- ローヤルテクノ株式会社 - 群馬県太田市
- 楽揚電機(香港)有限公司
- 楽揚電機（深圳）有限公司
- 楽耀電機貿易（深圳）有限公司

## 関連会社
- RSインベストメント株式会社 - 東京都港区

## 歴代社長
1. 佐内幸夫
2. 高柳昇
3. 吉村勝則
4. 中城一臣
5. 三浦敏宏
6. 中島三次
7. 佐藤和義
8. 井上孝雄

## 親会社
- 株式会社小田原エンジニアリング

## 主要取引先
TOTOバスクリエイト、ファナック、三菱電機など大手メーカー中心。